# もどり
もどりとは人形浄瑠璃・歌舞伎の趣向の一つ。

## 概略
登場人物が瀕死の重傷を負い死にいたるまでの間に演技をする手負事の種類に入る。ここではそれまでの悪人であった者が、死に際して、主人公を救うためとか主家を守るためなどの理由で、わざと悪人のふりをして敵を騙していたことを告白し、正義のためとはいい悪行を尽くしていた前非を悔い、関係者の嘆きの内に、死を迎える（落ち入る）という演出が行われる。
代表的な例が「義経千本桜・すしや」のいがみの権太で、悪行の限りを尽くし、匿われていた平維盛の妻、若葉の内侍と若君六代の君を梶原景時ら捕り手に引き渡す。怒った父親に刺され、ここで初めて、主家を救うために妻とわが子を身代りに立てたことを告げる。前半部の悪行が際立っていればこそ、後半部のもどりの演技で、観客を感動させる効果が表れるのである。
このほか、「摂州合邦辻・合邦庵室」の玉手御前、「源平布引瀧・実盛物語」の瀬尾十郎などが典型的なもどりである。歌舞伎では、演じる役者は、もどりの場面に入るまでは決して善人の演技をしてはならないという制約が伝わっている。